# 1998 UV20
1998 UV20 är en asteroid i huvudbältet som upptäcktes den 29 oktober 1998 av den kroatiska astronomen Korado Korlević vid Višnjan-observatoriet.
Asteroiden har en diameter på ungefär 6 kilometer.